# Saga winlandzka
Saga winlandzka (jap. ヴィンランド・サガ Vinrando Saga; ang. Vinland Saga) – manga autorstwa Makoto Yukimury, ukazująca się w odcinkach od kwietnia 2005 do lipca 2025 – początkowo w czasopiśmie „Shūkan Shōnen Magazine”, a następnie w magazynie „Gekkan Afternoon”. Łącznie powstało 220 epizodów. Została też opublikowana w tomach nakładem wydawnictwa Kōdansha. W Polsce wydawana jest przez wydawnictwo Hanami w podwójnych tomach zbiorczych.
Na podstawie mangi Wit Studio wyprodukowało serial anime, który emitowano między lipcem a grudniem 2019. Za produkcję drugiego sezonu odpowiadało studio MAPPA, jego emisja trwała zaś od stycznia do czerwca 2023.

## Fabuła
Historia toczy się w pierwszej połowie XI wieku i opowiada historię młodego wikinga Thorfinna (inspirowanego postacią islandzkiego podróżnika Thorfinna Karlsefniego, który dotarł do Winlandii). Pierwszy cykl (rozdziały 1–54) koncentruje się na dzieciństwie i wczesnej młodości Thorfinna, który poprzysiągłszy zemstę na mordercy swojego ojca, zostaje wplątany w walkę księcia Knuta o schedę po królu Swenie. Drugi cykl (rozdziały 55–100) opowiada o życiu Thorfinna w Danii, dokąd trafia jako niewolnik i gdzie wyrzeka się przemocy. Trzeci cykl (rozdziały 101–166) prezentuje losy Thorfinna po jego powrocie na Islandię. Czwarty cykl (od rozdziału 167) przybliża historię zamorskiej wyprawy Thorfinna do Winlandii, tajemniczej krainy znanej mu z opowieści jego wuja Leifa Erikssona.

## Bohaterowie
- Thorfinn (jap. トルフィン Torufin)

Seiyū: Shizuka Ishigami (dziecko), Yūto Uemura 
Thorsson, nazywany także Karlsefni, jest głównym bohaterem Winlandzkiej Sagi. Jest byłym wojownikiem drużyny Askeladda, a także byłym niewolnikiem na farmie Ketila, który zapracował na wolność. Następnie został handlarzem i poszukiwaczem przygód próbującym osiedlić się w Winlandii.
- Askeladd (jap. アシェラッド Asheraddo)

Seiyū: Naoya Uchida 
Jego prawdziwe imię to Lucius Artorius Castus. Był walijsko-duńskim wikingiem, który dowodził najemną bandą Wikingów, za którą Thorfinn podążał przez ponad dekadę. Był głównym antagonistą wątku wojennego ze względu na cele Thorfinna.
- Thors Snorresson (jap. トールズ・スノーレソン Tōruzu Sunōreson)

Seiyū: Ken’ichirō Matsuda 
Dowódca Jomswikingów, którego fenomenalne umiejętności bojowe zapewniły mu rozgłos świetnego wojownika. Walczył przez lata jako zaciekły wojownik, aż do narodzin córki. Zaczął być zmęczony ciągłymi walkami i postanowił porzucić swój żywot wojownika, sfingował śmierć i osiedlił się na Islandii.
- Kanut (jap. クヌート Kunūto)

Seiyū: Kenshō Ono 
Król Danii i Anglii, następca swojego ojca Sweyna i swojego brata Haralda.
- Thorkell (jap. トルケル Torukeru)

Seiyū: Akio Ōtsuka 
Znany również jako Thorkell Wysoki, jest byłym dowódcą Jomswikingów, a obecnie dowódcą służącym pod dowództwem Kanuta. Walczył po stronie Duńczyków przez całe życie, aż w 1013 roku zmienił stronę i zaczął walczyć po stronie Anglików, twierdząc, że tak będzie ciekawiej. Dowodził własnym oddziałem walcząc po stronie Anglików.
- Einar (jap. エイナル Einaru)

Seiyū: Shunsuke Takeuchi 
Jest byłym niewolnikiem. Pracował na polu w północnej Anglii, aż do spalenia go podczas najazdu Wikingów, po czym został niewolnikiem. Spotkał Thorfinna na farmie Ketila i później zaprzyjaźnił się z nim. W gospodarstwie bardzo zbliżył się do Arnheidy i Sverkela.
- Arnheid (jap. アルネイズ Aruneizu)

Seiyū: Mayumi Sako 
Była niewolnicą Ketila, razem z Thorfinnem i Einarem. Pełniła rolę osobistej pokojówki i konkubiny Ketila, a także opiekowała się Sverkelem.
- Wąż (jap. 蛇 Hebi)

Seiyū: Fuminori Komatsu 
Wojownik zatrudniony przez Ketila jako szef straży na jego farmie. Jego prawdziwe imię to Roald.
- Leif Ericson (jap. レイフ・エリクソン Reifu Erikuson)

Seiyū: Yōji Ueda 
Emerytowany, słynny podróżnik i poszukiwacz przygód mieszkający na Grenlandii. Był bliskim przyjacielem Thorsa Snorressona, a później jego syna Thorfinna. Jako jeden z nielicznych dotarł do Winlandii. Jest także właścicielem farmy na Grenlandii, ale już sam się nią nie zajmuje ze względu na zbyt słaby stan zdrowia.
- Bjorn (jap. アシェラッド Byorun)

Seiyū: Hiroki Yasumoto 
Zastępca Askeladda oraz jego najdłużej służący i najbardziej lojalny zwolennik.

## Manga
Seria początkowo ukazywała się w magazynie „Shūkan Shōnen Magazine” od 13 kwietnia do 19 października 2005. Następnie została przeniesiona do czasopisma „Gekkan Afternoon”, gdzie jest publikowana od 24 grudnia 2005. Następnie wydawnictwo Kōdansha rozpoczęło zbieranie rozdziałów do wydań w formacie tankōbon. Pierwsze dwa tomy zostały początkowo opublikowane pod imprintem Shōnen Magazine Comics, zaś po przeniesieniu serii do magazynu „Gekkan Afternoon” zostały wydane ponownie ze zmienionymi okładkami i komentarzami autora pod imprintem Afternoon KC. Według stanu na 22 czerwca 2023, do tej pory opublikowano 28 tankōbonów.
W Polsce manga ukazuje się nakładem wydawnictwa Hanami w podwójnych tomach zbiorczych.

## Anime
Adaptacja w postaci telewizyjnego serialu anime została zapowiedziana 19 marca 2018. Pierwszy sezon został wyprodukowany przez Wit Studio. Reżyserem został Shūhei Yabuta, a za scenariusze odpowiadał Hiroshi Seko, który przygotował je razem z Kentą Iharą. Projekty postaci zaprojektował Takahiko Abiru, a muzykę skomponował Yutaka Yamada. Premiera pierwszych trzech odcinków odbyła się 7 lipca 2019 w stacji NHK General TV, natomiast ostatni odcinek wyemitowano 29 grudnia tego samego roku. Seria składa się z 24 odcinków.
Powstanie drugiego sezonu ogłoszono 7 lipca 2021. Shūhei Yabuta powrócił w roli reżysera, a Takahiko Abiru jako projektant postaci. Za produkcję odpowiadało studio MAPPA. Seria była emitowana od 10 stycznia do 20 czerwca 2023 na antenach Tokyo MX, BS11, GBS i AT-X, licząc 24 odcinki.
W Polsce oba sezony dostępne są na platformie Netflix.

### Ścieżka dźwiękowa
| Seria          | Odcinki  | Tytuł          | Wykonawca                | Źródło   |
| Czołówka       | Czołówka | Czołówka       | Czołówka                 | Czołówka |
| -------------- | -------- | -------------- | ------------------------ | -------- |
| 1              | 1–12     | „MUKANJYO”     | Survive Said the Prophet | [ 19 ]   |
| 1              | 13–24    | „Dark Crow”    | Man with a Mission       | [ 20 ]   |
| 2              | 1–12     | „River”        | Anonymouz                | [ 17 ]   |
| 2              | 13–24    | „Paradox”      | Survive Said the Prophet | [ 21 ]   |
| Napisy końcowe |          |                |                          |          |
| 1              | 1–12     | „Torches”      | Aimer                    | [ 22 ]   |
| 1              | 13–24    | „Drown”        | milet                    | [ 20 ]   |
| 2              | 1–12     | „Without Love” | LMYK                     | [ 23 ]   |
| 2              | 13–24    | „Ember”        | haju:harmonics           | [ 21 ]   |

## Odbiór

### Sprzedaż
Saga winlandzka odniosła komercyjny sukces w Japonii, sprzedając łącznie 1,2 miliona egzemplarzy pierwszych pięciu tomów do czerwca 2008. W 2018 roku seria liczyła ponad 5 milionów egzemplarzy w obiegu, a do sierpnia 2022 liczba ta wzrosła do ponad 7 milionów egzemplarzy.

### Wyróżnienia
Manga była nominowana do 1. edycji nagrody Manga Taishō w 2008 roku. W 2009 roku zdobyła nagrodę główną w kategorii manga podczas 13. edycji Japan Media Arts Festival. Była także pracą rekomendowaną przez jury podczas 25. edycji w 2022 roku. W 2012 roku seria otrzymała 36. nagrodę Kōdansha Manga w kategorii ogólnej.